# 票房

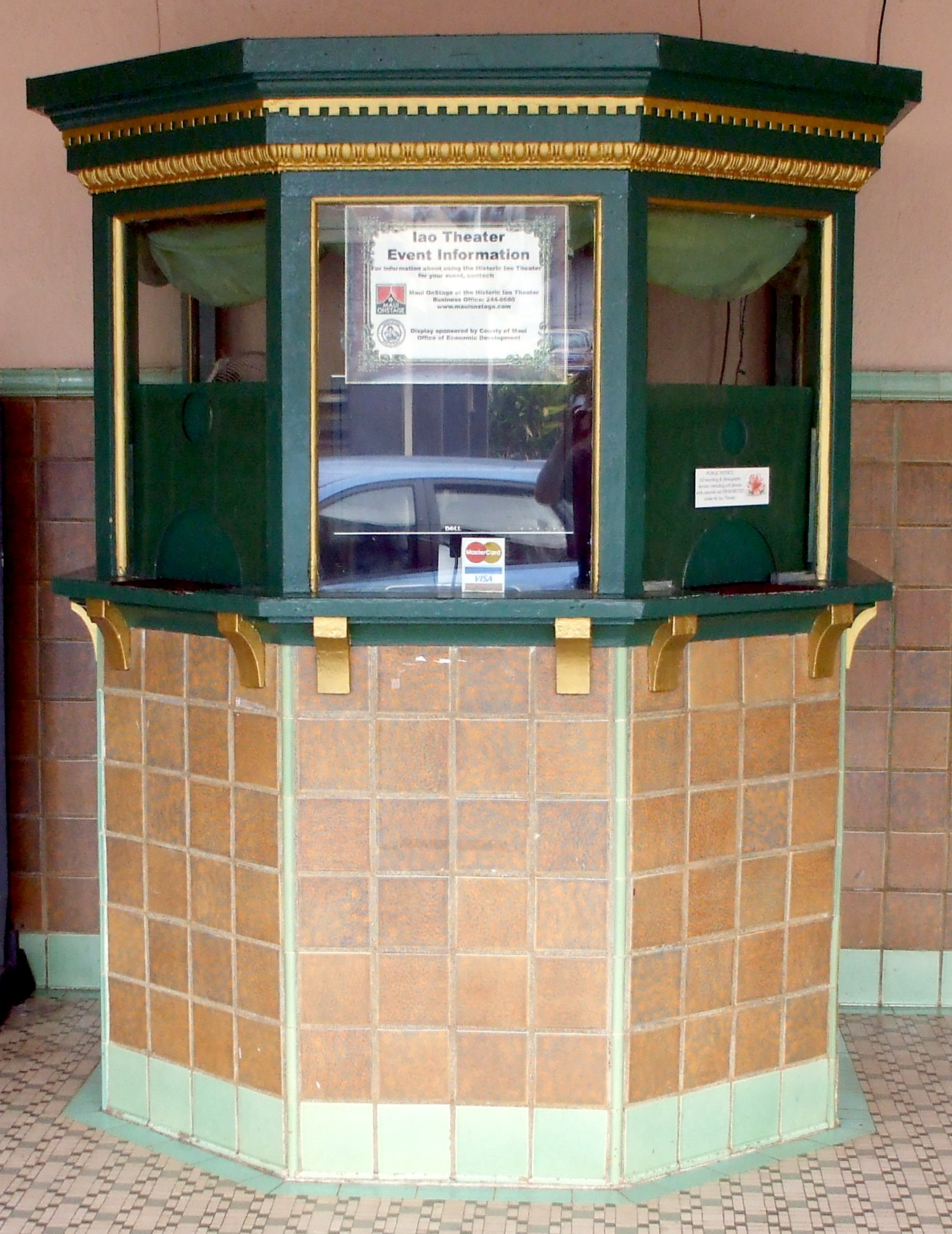
美國夏威夷州一間劇院的票房

票房（英語： 或 ）原意是指公开出售电影、剧院门票的地方。现在一般用来特指电影、劇院演出、演唱會、展覽及運動賽事等活動的商业销售情况。票房可以用观众人数或门票收入来计算。
票房通常是衡量一部电影或一次演出是否成功的一项重要指标，但有些意見認為電影產業過於注重票房而忽略了電影本身的藝術價值。然而，對電影商業收入的分析，是影響了接下來的拍片計畫和方向。也有許多網站是專門提供電影票房數字和商業分析的，例如「Box Office Mojo」。

## 外部連結
- Box Office Mojo （页面存档备份，存于）（英文）